# Herschel Lee Howell
Pour les articles homonymes, voir Howell.
Herschel Lee Howell  (13 janvier 1912-27 février 1990) est un enseignant et un homme politique provincial canadien de la Saskatchewan. Il représente la circonscription de Meadow Lake à titre de député du Co-operative Commonwealth Federation de 1944 à 1948.

## Biographie
Né à Copetown (en) en Ontario, Howell s'installe dans une ferme familiale près de Tako en Saskatchewan. Il étudie ensuite au Bedford Road Collegiate de Saskatoon. Il travaille ensuite à Medstead (en) et ensuite à la Saskatoon Normal School (en) en 1934. Howell enseigne ensuite pendant de nombreuses années et gradue ensuite de l'Université de la Saskatchewan en 1940 d'où il reçoit une maîtrise en art l'année suivante. Il devient ensuite directeur de l'école de Meadow Lake.

## Carrière politique
Élu en 1944, il ne parvient pas à se faire réélire en 1948.
Après avoir quitté la politique, il devient directeur de la Battleford Central Collegiate. Il meurt à Vancouver en Colombie-Britannique à l'âge de 78 ans.